# 印度饥饿指数
印度饥饿指数（英語：India State Hunger Index (ISHI))是一个表现印度局部地区饥饿和营养不良程度的指数，它是以2008年全球饥饿指数（GHI）为模板，统计了印度的17个邦，超过全国95%的人口数量。
印度饥饿指数是由国际粮食政策研究所(IFPRI)推动，并且与非政府组织救济世界饥饿组织和美国加州大学经济学系在2008年首次提出。

## 背景
尽管印度经济表现良好，但仍有超过2亿人食品安全得不到保障，印度是全球遭受饥饿威胁人口最多的国家。在全球饥饿指数排名中，印度在排在第66位（总数位88），而且指数达到了23.7的警戒值。这个国家的主要问题是有大量的五岁以下体重未达标的儿童，其原因归咎于营养量过低和妇女的教育地位。

## 指标和基本数据
印度饥饿指数通过多种方法来衡量饥饿和营养不良水平。它结合三个同等分量的加权指标：
1. 营养不良人口占总人口比例（反应了膳食摄入量不足人口的数量）
2. 五岁以下体重未达标儿童的比例（反应了体重减少或者体重增长减少的儿童的比例）
3. 五岁以下儿童的死亡率（部分反应了膳食摄入量和不健康环境共同影响下致命作用）

印度饥饿指数使用了两个数据源：
- 2005年-2006年印度第一轮全国家庭健康抽样调查数据
- 2004年-2005年全国抽样调查数据。

该指数涵盖了印度的17个邦，超过全国人口的95%。

## 重要结果
- 2008年印度饥饿指数中旁遮普邦得分13.6（严重饥饿）和中央邦得分30.9（非常令人担忧的）表明了印度各邦指数变量大。如果把旁遮普邦的指数放在2008年全球饥饿指数中来看的话，那么其排名为第34位，而中央邦排在第82位。在印度，受饥饿人口的数量要比埃塞俄比亚或苏丹受饥饿人口数量要多。营养不良的儿童占到了60%。
- 拥有印度饥饿指数的17个邦全都处于严重饥饿或严重饥饿级别以上，12个邦处在惊人的级别，还有一个邦处于非常令人担忧的级别。
- 印度饥饿指数能反应一个地区的贫困程度，但是与国家经济增长却不相关。有较高饥饿指数的邦经济表现却很良好。
- 印度各个邦应优先考虑应制定有针对性的策略来确保食物充足，减少儿童死亡率和提高儿童营养。